# Челябинские башкиры
Челябинские башкиры — башкиры, проживающие на территории Челябинской области. Являются коренным народом региона.

### Общая карта
Города с населением:
 — свыше 1 000 000 чел.
 — от 200 000 чел. до 1 000 000 чел.
 — от 100 000 чел. до 200 000 чел.
 — от 50 000 чел. до 100 000 чел.
 — от 30 000 чел. до 50 000 чел.

## Крупные города
Населённые пункты с численностью населения более 50 тысяч человек
| Екатеринбург  | ↗1 548 187 |
| Челябинск     | ↘1 176 770 |
| Уфа           | ↗1 166 098 |
| Тюмень        | ↗872 077   |
| Сургут        | ↗420 347   |
| Магнитогорск  | ↘408 487   |
| Нижний Тагил  | ↘328 157   |
| Курган        | ↘300 763   |
| Нижневартовск | ↗283 256   |

| Стерлитамак       | ↗277 410 |
| Каменск-Уральский | ↘160 312 |
| Златоуст          | ↘157 244 |
| Миасс             | ↘146 650 |
| Салават           | ↘144 970 |
| Копейск           | ↘143 751 |
| Нефтекамск        | ↗133 874 |
| Нефтеюганск       | ↗126 690 |
| Октябрьский       | ↗116 510 |

| Ханты-Мансийск | ↗113 663 |
| Первоуральск   | ↘110 999 |
| Новый Уренгой  | ↗106 890 |
| Ноябрьск       | ↗102 938 |
| Тобольск       | ↘99 454  |
| Серов          | ↘93 192  |
| Новоуральск    | ↘77 894  |
| Озёрск         | ↘76 434  |
| Верхняя Пышма  | ↗73 727  |

| Троицк      | ↘69 983 |
| Шадринск    | ↘68 609 |
| Туймазы     | ↘67 209 |
| Ишим        | ↘67 345 |
| Белорецк    | ↘62 742 |
| Ишимбай     | ↘61 978 |
| Нягань      | ↗63 034 |
| Когалым     | ↘61 441 |
| Берёзовский | ↗60 566 |

| Ревда          | ↘59 521 |
| Белебей        | ↘58 615 |
| Кумертау       | ↘56 748 |
| Асбест         | ↘56 533 |
| Сибай          | ↘55 354 |
| Мелеуз         | ↘54 847 |
| Краснотурьинск | ↘55 727 |
| Полевской      | ↘54 364 |
| Снежинск       | ↗50 717 |

## Общая характеристика
Башкиры Челябинской области относятся к этнической группе Зауральские башкиры. Основу их формирования составляют племена северо-восточной этнографической группы башкир:
- катайского родо-племенного объединения: бикатин, калмак, катай, сальют, сынрян и терсяк;
- табынского родоплеменного объединения: кувакан, сырзы и табын;
- айлинского родоплеменного объединения: айле и сызгы.

Их разговорный язык относится к восточному (куваканскому) диалекту башкирского языка. Подразделяется на несколько говоров: аргаяшский, айский, миасский, сальзигутский и кызылский.
Большинство мужчин и часть женщин относятся к южносибирскому антропологическому типу, основная часть женщин — к субуральскому, часть мужчин — к европеоидному типу южного происхождения.
По вероисповеданию челябинские башкиры относятся к мусульманам-суннитам.

## История
Во II тысячелетии нашей эры зауральские башкиры были расселены на восточной территории Исторического Башкортостана от рек Исеть, Пышма (местами от реки Тура) на севере до реки Уй на юге (местами доходили до её притока реки Тогузак и верхнего течения Тобола), от рек Тобол и Тура на востоке (местами от рек Ишим и Иртыш) до хребта Уралтау на западе.
С XIII века территория расселения челябинских башкир входили в состав Золотой Орды, а с конца XV века — Сибирского ханства. После присоединения Башкортостана к России земли зауральских башкир вошли в состав Верхотурского, Тобольского и Уфимского уездов. В начале XVIII века в административном отношении их земли были подчинены Сибирской губернии, а с 1737 года — Исетской провинции. К середине XVII века значительная часть челябинских башкир получила жалованные грамоты, где были юридически оформлены границы вотчинных земель.
В XVII—XIX вв. на вотчинных землях челябинских башкир были основаны горные заводы и крепости, на которых ныне находятся города Аша, Верхнеуральск, Верхний Уфалей, Златоуст, Касли, Катав-Ивановск, Куса, Кыштым, Миасс, Миньяр, Нязепетровск, Сатка, Сим, Троицк, Усть-Катав, Челябинск, Чебаркуль, Юрюзань и другие населённые пункты.
С введением кантонной системы управления зауральские башкиры вошли в состав II Башкирского кантона (Екатеринбургского и Шадринского уездов Пермской губернии), III Башкирского кантона (Троицкого уезда Оренбургской губернии) и IV Башкирского кантона (Челябинского уезда Оренбургской губернии).
К началу 1919 года Башкурдистан состоял из 13 кантонов, в том числе Аргаяшского кантона. Аргаяшский кантон был образован из 18 волостей Екатеринбургского, Троицкого, Челябинского и Шадринского уездов. Согласно Постановлению Президиума ЦИК и Совнаркома Башкирской АССР от 20 августа 1930 года Аргаяшский кантон был расформирован, а на его месте были образованы Аргаяшский и Кунашакский районы. 17 января 1934 года согласно решению ВЦИКа, Аргаяшский и Кунашакский районы вошли в состав Челябинской области, с созданием Аргаяшского национального округа ликвидированного осенью того же года.

## Хозяйство, материальная и духовная культура
Из праздников известны каргатуй, кякук сяйе, майдан, сабантуй и другие.
В устном народном творчестве известны варианты эпосов «Бузъегет», «Кузыйкурпяс менэн Маянхылу», «Таргын менэн Кужак», «Юсуф менэн Зулейха» и другие. Распространены песни «Аргужа», «Ашкадар», «Кахым-туря», «Тафтиляу», «Уйыл», «Шаура», «Эскадрон», «Зарифа» и др.

## Средства массовой информации
Челябинские башкиры имеют собственные СМИ: газету и одноименную телепередачу «Уралым». Первый редактор газеты Урал Сафиуллин.
Телепередача появилась 28 сентября 2016 года. Выходит в эфир на телеканале «ОТВ» 2 раза в месяц.
Вкладка на башкирском языке «Аргужа» есть в газете «Восход» Аргаяшского района Челябинской области.

## Демография и расселение
| Численность башкир Челябинской области по годам всесоюзных и всероссийских переписей |         |         |         |         |         |          |
| 1959                                                                                 | 1970    | 1979    | 1989    | 2002    | 2010    | 2020^^^^ |
| 88 480                                                                               | 117 537 | 133 682 | 161 169 | 166 372 | 162 513 | 128 071  |

В области башкиры проживают в следующих населённых пунктах (ВПН—2002, в %): Аргаяш(26), Абдырово(94), Аджитарово (68), Айбатово (91), Акбашево (86), Алифкулово (98), Алишево (98), Альмеево (98), Аминево (90), Аргази (72), Архангельское (63), Аширово (97), Аязгулово (93), Байгазино (92), Байрамгулово (62), Бажикаево (96), Бараково (94), Башакуль (66), Баязитово (99), Березовка (71), Бигарды (77), Биккулово (97), Большое Иркабаево (99), Большое Исянгильдино (97), Большое Казакбаево (100), Большое Куйсарино (97), Большое Таскино (72), Большое Тюляково (97), Большое Усманово (99), Большое Яумбаево (92), Борисовка (89), Буланцы (66), Булатово (89), Бурино (98), Горный (71), Давлетбаево (93), Даутово (93), Деево (60), Дербишево (95), Дружный (72), Ерлыгаз (54), Заозёрный (54), Ибрагимово (86), Иксаново (87), Илимбетово (96), Иткуль (95), Ишалино (97), Казбаево (73), Казырово (87), Каинкуль (90), Калиновка (57), Камышевка (80), Канзафарово (58), Карагайкуль (96), Киржакуль (62), Кировский (81), Ключи (97), Комсомольский (67), Кубагушево (96), Кузяшево (98), Кулуево (69), Кумкуль (92), Кунакбаево (99), Курамшино (98), Курманово (97), Куянбаево (94), Кызылово (95), Левашево (100), Мавлютово (97), Магадеево (54), Мамаево (95), Малое Казакбаево (99), Малое Канзафарово (52), Малое Ультраково (99), Мансурово (97), Маржинбаево (97), Махмутово (94), Маяк (89), Маякский (90), Медиак (90), Метелево (96), Мурино (89), Нижние Караси (56), Ново-Курманово (93), Ново-Миясс (70), Ново-Соболево (95), Норкино (100), Нугуманово (94), Первомайка (59), Прибрежный (66), Пригородный (58), Саитово (97), Сары (73), Сарыкульмяк (93), Селяево (96), Селянкино (54), Серкино (98), Смальное (54), Ст. Соболево (98), Султаево (93), Суфино (98), Сыргайды (87), Сосновка (71), Султанаево (98), Султаново (93), Сураково (95), Таукаево (88), Тугузбаево (97), Туктубаево (95), Уразбаево (96), Халитово (92), Чапаевка (67), Чебакуль (91), Чекурово (93), Чишма (85), Чубары (86), Шимаковка (51), Этимганово (91), Юлдашево (93), Якупово (84), Ялтырово (99), Ямантаево (97), Яраткулова (94) и др.
Согласно переписи 2021 года челябинские башкиры проживают в Аргаяшском и Кунашакском районах, а также в Агаповском районе: Агаповка, Вперёд,  Кировский, Наровчатка, Приморский, Янгельский, в Ашинском районе: Аша, Миньяр, Сим, Кропачёво, Ук, в Верхнеуральском районе: Верхнеуральск, Межозерный, Кирса, Тайсара, в Каслинском районе: Касли, Тюбук, Красный Партизан, Ларино, в Катав-Ивановском районе: Катав-Ивановск, Юрузань, в Кизильском районе: Гранитный, Ильинка, Измайловский, Ерлыгас, Карабулак, Кацбахский, Кизильское, в Коркинском районе: Коркино, Роза, в Красноармейском районе: Баландино, Круглое, Дубровка, Канашево, Таукаево, Лазурный, Миасское, Якупово, в Кусинском районе: Куса, Магнитка, Злоказово, Каскиново, в Нязепетровском районе:  Нязепетровск, Ункурда, в Саткинском районе: Сатка, Бакал, Бердяуш, Межевой, Сулея, в Сосновском районе: Трубный, Алишева, Туктубаево, Архангельское, Долгодеревенское, Ключевка, Есаульский, Красное поле,  Альмеева, Западный, Мамаева, Высокий, Рощино, Казанцево, Саккулово, Большое Таскино, Смольное, Султаева, Чишма, Шимаковка, Этимганова, Теченский, Киржакуль, в Уйском районе: Магадеево, Ларино, Речной, Булатово, Зерновой, Уйское, в Чебаркульском районе: Бишкиль, Аджитарово, Ключи, Кумысный, Нижние Караси, Тимирязевский, Казбаево, Коротаново, Медведево, Алтынташ, в Верхнеуфалейском округе: Верхний Уфалей, Даутово, Иткуль, в Озёрском округе: Озёрск, Новогорный, Метлино, в Снежинском округе: Снежинск, Ключи, а также в Челябинске, Магнитогорске, Златоусте, Миассе, Копейске,  Еткуле, Карабаше, Кыштыме, Пласте, Трёхгорном, Усть-Катаве, Чебаркуле.

## Культурные и общественные организации
В Челябинской области функционируют несколько башкирских национально-культурных общественных объединений, в том числе:
- ЧООО «Башкирский Курултай» и его районные и городские подразделения;
- РОО Союз башкирской молодёжи (г. Челябинск, с 2006 года);
- Челябинская областная общественная организация «Башкирский народный центр» (г. Челябинск, с 1991 года);
- Башкирская национально-культурная автономия Челябинска и Челябинской области.

В Челябинской области издаются газеты «Аргужа» (полоса на башкирском языке в аргаяшской районной газете «Восход»), «Уралым». С 1989 года в селе Аргаяш действует Аргаяшский башкирский народный театр.
Также ранее действовало восточное отделение филологического факультета ЧелГУ, которое готовило учителей башкирского языка и литературы и русского языка и литературы, учителей башкирского языка и английского языка. Находилось по адресу город Челябинск, проспект Победы 162в. Создатель отделения Валеев Гадель Камилович. Но по непонятным причинам и при попустительстве и бездействии курултая башкир Челябинской области, других общественных организаций башкир Челябинской области, башкирской интеллигенции Челябинской области отделение прекратило своё существование. На сегодняшний момент (2021 год) в СМИ циркулирует информация о том, что отделение башкирского языка вновь планируют открыть в стенах ЧелГУ, но конкретных сроков никто не называет! Пока всё на уровне планов. Также в селе Аргаяш Аргаяшского района Челябинской области действовал филиал ЧГПК номер 1, который готовил учителей начальных классов со знанием башкирского языка, работников дошкольных учреждений со знанием башкирского языка, учителей информатики со знанием башкирского языка. Но филиал, несмотря на огромную потребность в его существовании, также был закрыт. Курултай башкир Челябинской области, другие общественные организации башкир Челябинской области, башкирская интеллигенция Челябинской области остались в стороне от данного вопроса. В настоящий момент в Челябинской области нет учебных заведений которые бы готовили башкирские национальные кадры для школ, где есть высокий процент учеников - башкир, что уже привело к нехватке учителей башкирского языка и литературы в школах Аргаяшского и Кунашакского районов. Ранее существовавший в селе Аргаяш филиал СИ БашГУ, пытался вести обучение по заочной форме по специальности "Башкирский язык и литература ", но заметных успехов не достиг и впоследствии свернул данную деятельность.

## Известные[кому?]представители челябинских башкир
- Абдулкадир Инан (1889—1976) — учёный, писатель, участник башкирского национально-освободительного движения.
- Базаргул Юнаев — башкирский старшина Бекатинской волости Исетской провинции, один из предводителей Крестьянской войны (1773—1775) и первых депутатов Уложенной комиссии (1767—1769) от башкир.
- Баймурзин, Гаяз Исламетдинович (1913—1948) — участник Великой Отечественной войны, заместитель командира эскадрильи 13-го гвардейского авиационного полка дальнего действия, гвардии майор. Герой Советского Союза, совершил 220 боевых вылетов.
- Давлетбаев Гайса Аглиуллович(1873—1943)мулла, в 1926 году лишён избирательных прав, замучен в тюрьме НКВД за попытку открыть во время войны мечеть в Челябинске и за активную благотворительную деятельность: организацию кормления голодных, за поездки с теплыми вещами к ссыльным.
- Барый Султанов (1907—1945) — советский военный, Герой Советского Союза, старший сержант, командир пулеметного отделения 1264-го стрелкового полка, участник Великой Отечественной войны.
- Бикбулатов, Наиль Валеевич (1931—1996) — башкирский этнограф.
- Валеев, Дамир Жаватович (1940—2002) — советский, российский учёный, философ, культуролог.
- Галимов, Салям Галимович (1911—1939) — башкирский поэт и публицист.
- Ихсанов, Зайнулла Аминович (1906—1997) — физиолог, доктор медицинских наук (1958), профессор (1964). Заслуженный деятель науки Башкирской АССР (1966).
- Кадыр Даян (1910—1975) — башкирский драматург, писатель и поэт. Заслуженный деятель искусств Башкирской АССР.
- Киньябулатова, Катиба Каримовна (1920—2012) — башкирская советская поэтесса, член Союза писателей России.
- Курбангалиев, Габидулла Габдул-Хакимович (1859—1920) — башкирский религиозный, политический и общественный деятель.
- Курбангалиев, Мухаммед-Габдулхай (1889—1972) — башкирский просветитель, выдающийся религиозный, политический и общественный деятель первой половины XX века.
- Кучуков, Раиль Фазылович (род. 1952) — российский оперный певец (баритон), солист Башкирского государственного театра оперы и балета, заслуженный артист России (2009), Народный артист Республики Башкортостан (2000).
- Кушаев, Хафиз Кушаевич (1888—1937) — государственный и общественный деятель, председатель БашЦИКа (1922—1929).
- Нигматуллин, Эльбрус Хамитович — российский спортсмен, С 1991 года по настоящее время профессионально занимается силовыми видами спорта.
- Сары Мерген (? — нач. 1663) — один из предводителей Башкирского восстания (1662—1664). Из башкир Сибирской дороги.
- Сулейманов, Хабир Гибадатуллович — профессиональный боксёр, обладатель титула чемпиона по версии WBO NABO, чемпион мира по кикбоксингу[18].
- Сулейманов, Сабир Гибадатуллович — профессиональный боксёр, бронзовый призер чемпионата мира по кикбоксингу[19].
- Тагиров, Нуриагзам Тагирович (1888—1937) — активный участник Башкирского национального движения, член Башкирского Правительства, общественный и государственный деятель, юрист, башкирский языковед.
- Таймас Шаимов — башкирский старшина Кара-Табынской волости Сибирской дороги Уфимского уезда, тархан.
- Хабибуллин, Амур Габидуллович (1974) —  Представитель Республики Башкортостан в Челябинской области (с 2012 по 2020 годы). С 2021 года директор по экономике Медиа холдинга "Первый областной". Общественный деятель
- Шафиков, Денис Фуатович — российский боксёр первого полусреднего веса.
- Юламан Кушаев (около 1729—?) — участник Крестьянской войны 1773—1775 гг. в чине генерала.
- Юсупов, Харис Мунасипович[20][21] — заслуженный тренер РСФСР и СССР, основатель уральской школы дзюдо в Челябинске, первый чемпион РСФСР по борьбе куреш.